# Anna Kim
Anna Kim (Daejeon, 10 settembre 1977) è una scrittrice austriaca originaria della Corea del Sud, autrice di racconti e poesie. Nel 2014 ha vinto il Premio letterario dell'Unione europea con "Gli anni di ghiaccio".

## Biografia
Nata nel 1977 a Daejeon, in Corea del Sud, nel 1979 si è trasferita con la famiglia in Germania.  Prima ha vissuto a Braunschweig e Gießen, dal 1984 ha vissuto a Vienna, dove ha frequentato il liceo in Wenzgasse.
Ha studiato filosofia e teatrologia all'Università di Vienna laureandosi con una tesi sulla "Teoria del romanzo" del filosofo ungherese György Lukács. Dal 1999 ha pubblicato i suoi lavori su varie riviste letterarie come manuSkripte, Zwischenwelt e VOLLTEXT. Dal 2000 è membro dell'Assemblea degli autori di Graz. Dal 2000 al 2002 ha vissuto a Londra e Cambridge, dopodiché è tornata a Vienna.
A partire dal suo esordio nel 2004 con il romanzo Die Bilderspur, ha pubblicato raccolte di poesie e di racconti, opere di saggistica e altri 4 romanzi vincendo nel 2012 il Premio letterario dell'Unione europea con Gli anni di ghiaccio.

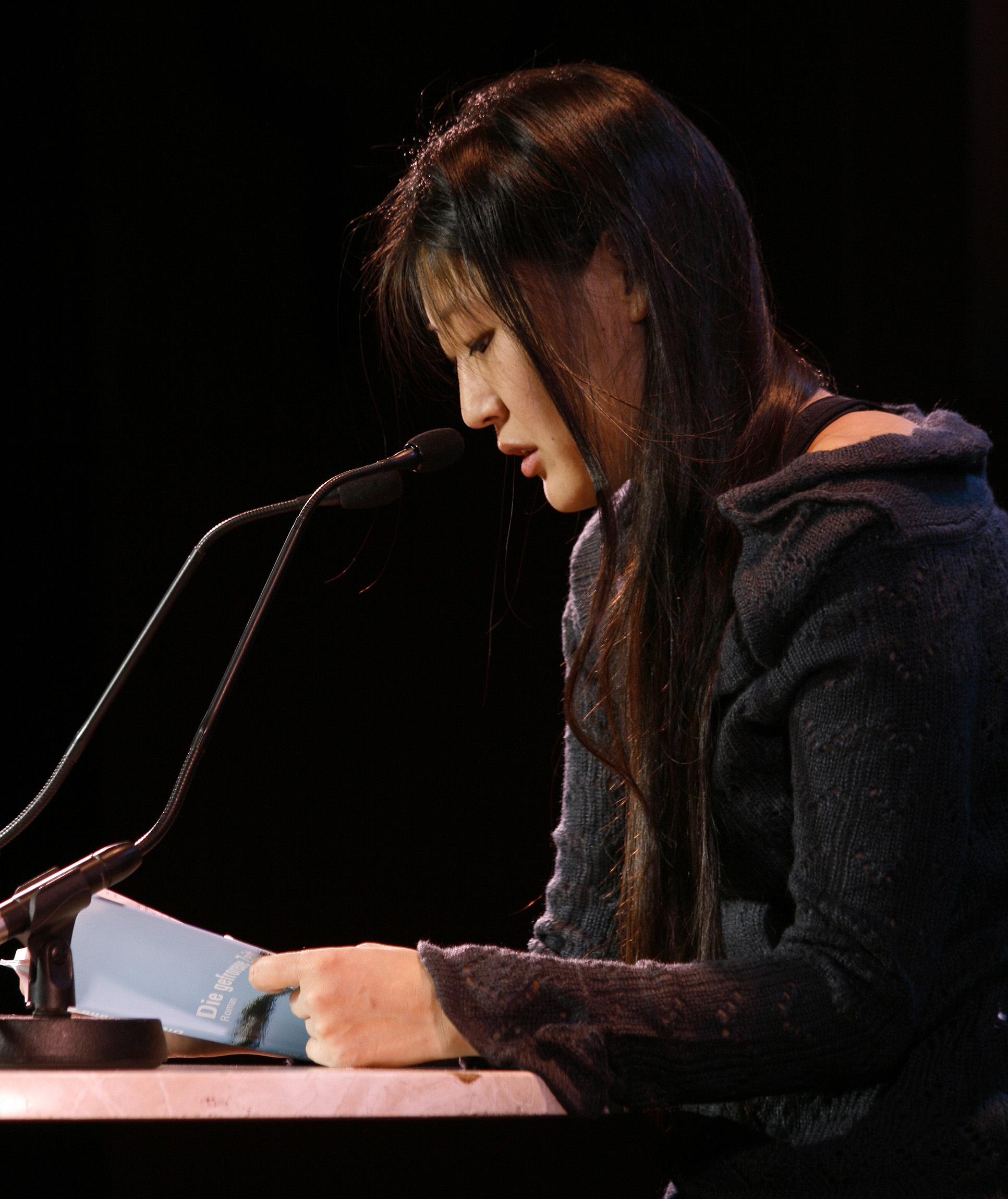
Anna Kim legge Die gefrorene Zeit (Vienna, 2008)

Tradotta in varie lingue quali francese, italiano, tedesco e olandese, vive e lavora a Vienna.
Il suo secondo romanzo, Die Frozen Time, è stato pubblicato nel 2008. Sullo sfondo del destino sconosciuto di circa 30.000 persone registrate come disperse dopo le guerre jugoslave, racconta la storia della ricerca da parte di un kosovaro della moglie scomparsa. Da un lato, descrive anche la vita di tutti i giorni nella regione ancora conflittuale dell'area di confine albanese-kosovaro-serba, dall'altro offre anche uno spaccato del lavoro degli archeologi e degli scienziati forensi che cercano di identificare il corpi ritrovati, e gli addetti della Croce Rossa, che con i loro questionari compilano i “ dati ante mortem ” degli scomparsi.
Anna Kim si è recata in Groenlandia nel 2009/2010 nell'ambito del progetto mitsprache on the road, organizzato da undici istituzioni letterarie austriache, e ha scritto il reportage letterario Die Invasion des Privaten sul tema del postcolonialismo e dell'identità in Groenlandia. Nel 2012 è stato pubblicato il romanzo Anatomia di una notte, che riprende anche le condizioni di vita delle persone in Groenlandia.
Il suo romanzo The Great Homecoming è stato pubblicato all'inizio del 2017.  Nello stesso anno seguì il suo libro di prosa Fingerplants, realizzato in collaborazione con l'artista norvegese Kristian Evju.
Con il suo romanzo The Story of a Child, è stata nominata sia per il German Book Prize che per l'Austrian Book Prize nel 2022. 

## Opere (parziale)

### Romanzi
- Die Bilderspur (2004)
- Gli anni di ghiaccio (Die gefrorene Zeit, 2008), Rovereto, Zandonai, 2014 traduzione di Anna Allenbach ISBN 978-88-98255-27-6.
- Anatomie einer Nacht (2012)
- Die große Heimkehr (2017)
- Geschichte eines Kindes (2022)

### Raccolte di poesie
- Das Sinken ein Bückflug (2006)

### Raccolte di racconti
- Fingerpflanzen (2017)

### Saggi
- Invasionen des Privaten (2011)
- Der sichtbare Feind (2015)

## Premi e riconoscimenti

### Vincitrice
Premio letterario dell'Unione europea
- 2012 con Gli anni di ghiaccio[6]

### Finalista
Deutscher Buchpreis
- 2022 con Geschichte eines Kindes[7]